# Rufane Shaw Donkin
Rufane Shaw Donkin (1773–1. maj 1841) var en britisk general og fungerede i kort tid som guvernør i Kapkolonien. Hans far døde som general i 1821 efter at have tjent med næsten alle britiske kommandanter fra Wolfe til Gage.
Donkin var ældst i søskendeflok og fik sin første kommission som kun fem år gammel i sin fars regiment. Han sluttede sig til regimet da han var 14 år, med otte års anciennitet som løjtnant. Han blev kaptajn i 1793 og var i aktiv tjeneste i de vestindiske øer i 1794 og som major i 1796. 25 år gammel blev han oberstløjtnant og i 1798 udmærkede han sig da han ledede en let bataljon i Ostend–felttoget. Han tjente sammen med William Cathcart i slaget ved København i 1807, og han fik to år senere kommandoen over en brigade i hæren i Portugal som han ledede i slagene ved Porto og Talavera. Han blev snart overført som kvartermestergeneral til en kommando i Middelhavet hvor han tjente fra 1810 til 1813 og deltog i felttogene i Catalonien. Sir John Murrays mislykkede forsøg ved Tarragona involverede ikke Donkin vis råd blev ignoreret af den britiske kommandant.
Generalmajor Donkin rejste i juli 1815 til Indien og udmærkede sig som divisionskommandant i Francis Rawdon-Hastings' operationer mod Marathaforbundet (1817–1818). Han tog dødsfaldet af sin unge kone meget tungt, og han gik i sygepermition til Kap det Gode Håb. Fra 1820 til 1821 administrerede han Kapkolonien med succes og opkaldte havnen i Algoa Bay Port Elizabeth efter sin afdøde kone. Han blev generalløjtnant i 1821.
Resten af sit liv tilbragte han i litterært og politisk arbejde. Han var en af de oprindelige mænd i Royal Geographical Society, medlem af Royal Society og mange andre kundskabsrige foreninger. Hans teorier om Niger–flodens leje, publiseret under titlen Dissertation on the Course and Probable Termination of the Niger (London 1829), gjorde ham involveret i en del kontroverser. Fra 1832 af sad han i House of Commons og blev Surveyor-General of the Ordnance. Han begik selvmord i Southampton 1. maj 1841. Han var da general, og han var oberst i 11. infanteriregiment.
Rufane Shaw Donkin var fætter til Charles Collier Michell, surveyor–general i Kapkolonien.